# 小池正晃
小池 正晃（こいけ まさあき、1980年5月15日 - ）は、神奈川県横浜市保土ケ谷区出身の元プロ野球選手（外野手・内野手、右投右打）、プロ野球コーチ。
愛称は「ゴジ」。

## 経歴

### プロ入り前
実家は横浜市保土ケ谷区のお茶屋・丸秀園。横浜市立峯小学校、横浜市立宮田中学校出身。小学2年の時に野球を始め、中本牧リトルシニアに所属の3年時の1995年、全日本中学野球選手権大会 ジャイアンツカップを制覇。同リトルシニアには同期に小山良男、2年先輩に森野将彦が所属していた。シニア時代に小山らとともに日本代表に選ばれ、そこで松坂大輔と仲良くなる。小池と小山はその時すでに横浜高校への進学が決まっており、松坂に「一緒に横浜高校に行こう」と誘い、横浜高校でチームメイトとなった。高校では1年秋からレギュラーとなり、2年のときに新垣渚擁する沖縄水産高校を決勝で破り第28回明治神宮野球大会制覇、3年となった1998年、松坂大輔、後藤武敏、小山良男らと共に甲子園春夏連覇達成、かながわ・ゆめ国体でも優勝。副主将を務め、主に1番右翼手として活躍した。夏の3回戦・星稜戦では先頭打者本塁打を放った。高校通算26本塁打。同年のドラフト会議で地元球団の横浜ベイスターズから6位指名され、入団。

### 横浜時代
プロ1年目は一軍に昇格できなかったが、横浜スタジアムで行われたフレッシュオールスターゲームに出場した。2001年4月20日に初出場を果たす。9月25日には7番打者・左翼手で初めて先発出場した。
2002年は主に代打で60試合に出場。5月23日の対広島戦でプロ初本塁打。プロ入り後は三塁も守るようになり、序盤は三塁手での出場もあったが、終盤には鈴木尚典の離脱で左翼手での出場が増えた。
2003年は、村田修一、古木克明などの活躍に弾き出され、出場機会が9試合に激減。2004年も一軍には上がるものの、試合には出られずにすぐに逆戻りという状態が続いていたが、シーズン終了間際の対ヤクルト27回戦では、2打席連続本塁打を放った。
2005年は、タイロン・ウッズの退団に伴い、尊敬するMLBのマイク・キャメロンに因んで、背番号を56から44に変更。牛島和彦新監督に守備力を買われ、6番打者・中堅手で初めて開幕戦に先発出場したが、打撃不振で一時レギュラーから退き、ケビン・ウィット、内川聖一、古木らと左翼手のレギュラーを争った。5月末に2番で起用されると5試合で5本塁打を打ち、そのまま2番打者・左翼手のレギュラーに定着。多村仁の離脱時はセンターも守り、自己最多の出場機会を得た。規定打席に初めて到達し、セ・リーグトップとなる37犠打を記録、20本塁打を放ち長打力も見せるなど、一躍主力選手となった。
2006年開幕当初は2番打者・左翼手として先発出場をしていたが、打撃不振のためポジションを吉村裕基に奪われる。多村が負傷で長期離脱すると、中盤以降は2番打者・中堅手でレギュラーとして固定されるようになった。しかし9月28日の対中日戦（ナゴヤドーム）で、佐藤充から左手に死球を受け途中退場。病院で検査したところ中指の骨折で全治2か月と診断されたため一軍登録を抹消される。2年連続となる規定打席到達を目前にしての戦線離脱であった。自己最多の39犠打を記録し、2年連続で最多犠打を記録。
2007年、多村がソフトバンクへ移籍したため、前年まで右翼手を守っていた金城龍彦が4年ぶりにセンターに復帰。大矢明彦新監督の下、前年まで内野手の佐伯貴弘や内川が外野手に転向するという激しいポジション争いの中、打撃でアピールすることが出来ず、レギュラー定着には至らなかった。6月20日のソフトバンク戦（横浜スタジアム）でプロ入り初のサヨナラ本塁打を放った。12月7日、横浜南共済病院にて内川とともに扁桃腺除去手術を行う。
2008年は内野手にも挑戦し、オープン戦では主に一塁手として起用された。新戦力の加入で外野手争いが激しくなったことや自身の不調もあり、開幕一軍は果たせず、その後も二軍生活が続いた。

### 中日時代
2008年6月16日に投手が壊滅状態であった横浜と、森野将彦、李炳圭など主力選手が相次いで離脱して外野手が不足していた中日の思惑が一致し、石井裕也との交換トレードで中日へ移籍。背番号は石井が付けていた30に決定した。

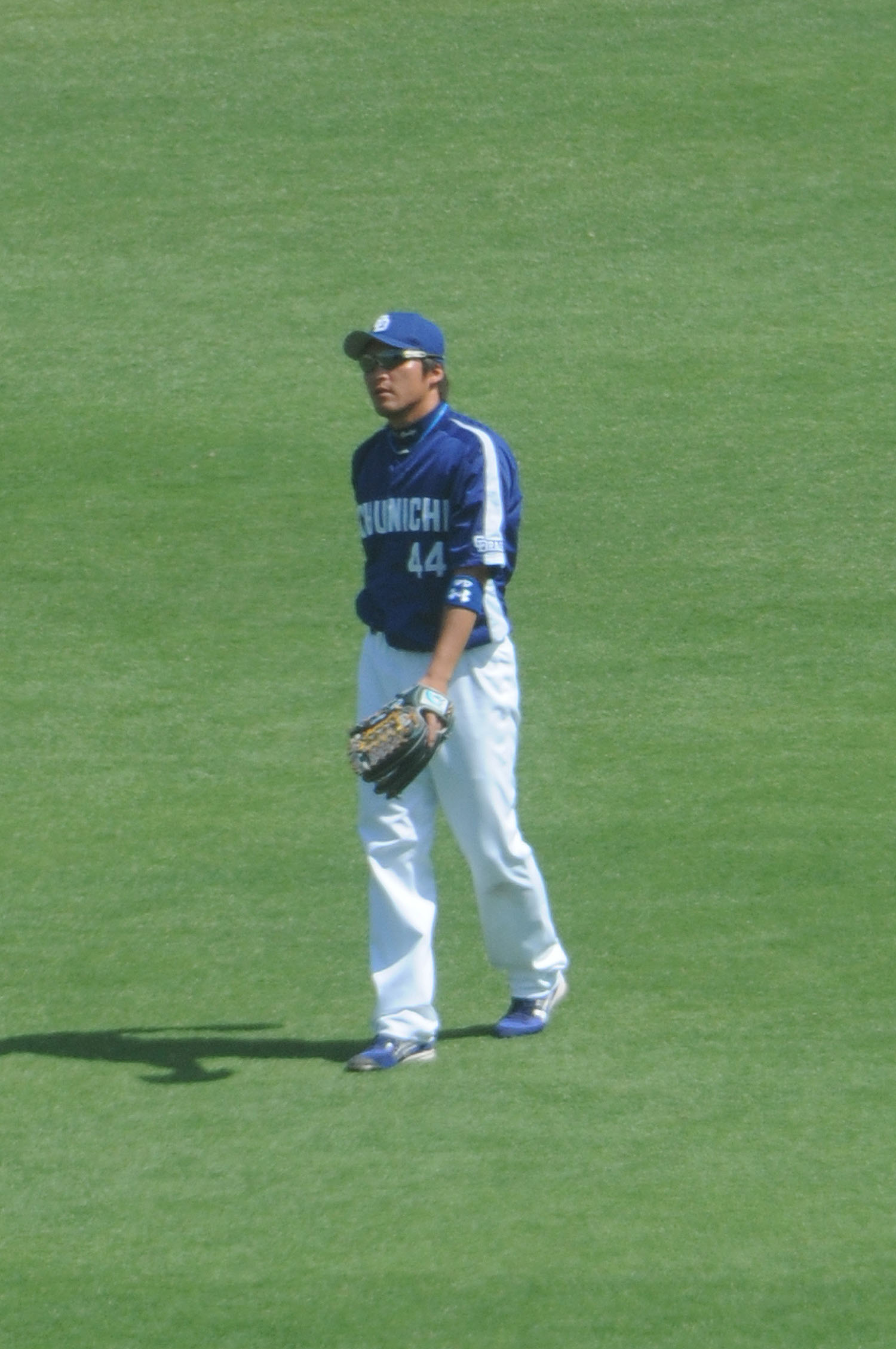
中日時代（2009年6月27日、マツダスタジアム）

しばらくは二軍で調整する予定であったが、離脱中であった井端弘和の代役の2番打者として6月20日に一軍登録。21日、22日に2番打者・中堅手で出場し、22日には移籍後初のお立ち台に上がる。7月6日にはナゴヤドームで移籍後初の本塁打を放った。その後、堅実な守備力を買われ、一軍に定着。先発での起用も多かった。
2009年、ウッズの退団もあり、背番号を30から横浜時代に着用した44に変更。奇しくも移籍先で同じ選手の退団による同じ背番号に変更することになった。初の中日での春季キャンプでは外野手の他、一塁手や三塁手にも挑戦し、落合監督からノックを受けた。開幕一軍を果たすも当初は藤井淳志、新人の野本圭らの台頭で先発ではなく、代打や代走、守備固めとしての起用が多かった。6月頃から相手先発が左投手の場合は右翼手で先発起用されるようになり、最終的には3年ぶりとなる100試合以上の出場を果たした。
2010年、個人応援歌が作られる。しかしシーズンを通じて不調気味で、移籍後初となる二軍落ちを経験するなど最終的に54試合の出場に留まった。
2011年はキャンプから二軍スタートとなりそのまま開幕を迎えた。5月28日に初の一軍昇格を果たす。6月19日のオリックス戦（ナゴヤドーム）で岸田護からサヨナラ本塁打、7月6日の阪神戦では逆転満塁本塁打を打つなど勝負強さとパンチ力を発揮した。トニ・ブランコが離脱した際には一塁手で出場した。ソフトバンクとの日本シリーズでは第一戦で延長10回表に馬原孝浩から勝ち越しとなるソロ本塁打を放つ。オフに出場機会を求めて国内FA権を行使。

### 横浜（DeNA）復帰
12月19日に横浜DeNAベイスターズと契約し、4年ぶりに古巣に復帰した。背番号は8に決定した。

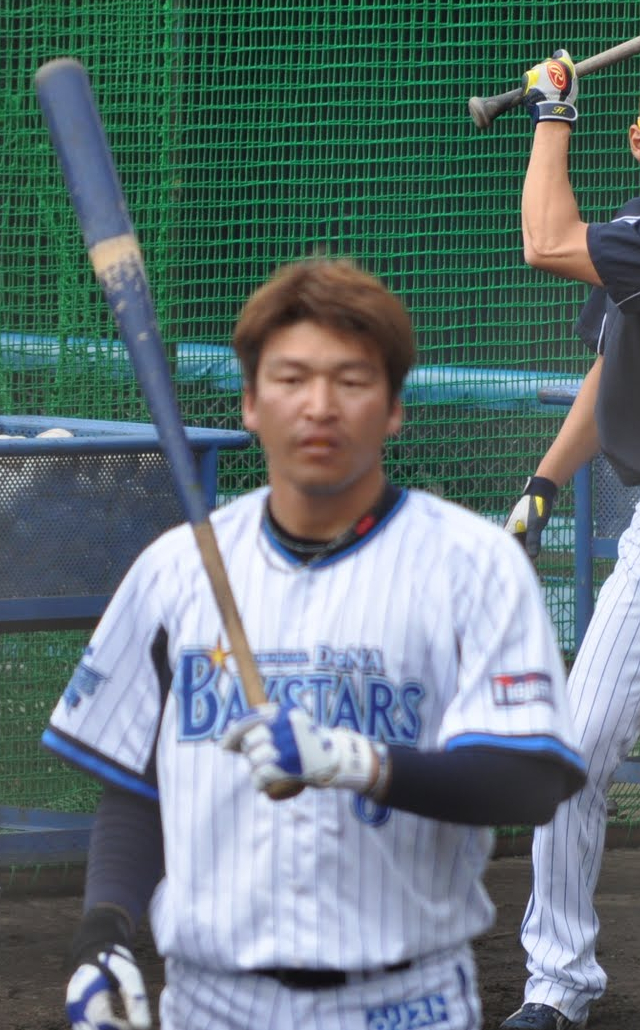
バットを持つ小池（2012年2月5日）

2012年にはオープン戦から好調を保ち、阪神との開幕戦では3番打者・一塁手で先発出場した。結局88試合に出場し、打率.192と振るわなかったものの、得点圏では打率.333、18打点の成績を残した。
2013年、10月1日に15年間の現役引退を発表。同年14試合目の出場となったチーム最終戦の10月8日の対阪神戦（横浜）が引退試合になった。「7番・一塁手」で先発に起用された小池は、4回裏の打席で、阪神の先発ジェイソン・スタンリッジから、この年の一軍初本塁打となる左中間への2ランを放ち、現役最終打席となった8回裏の打席では、目に涙を浮かべ鼻をすすりながらも、松田遼馬から、この試合2本目の本塁打となる決勝のソロ本塁打をレフトスタンドへ放った。泣きながらダイヤモンドを一周しホームベースを踏んだ直後に敵チームのキャッチャー清水誉に手を差し伸べ握手を求め、清水は握手に応じながら会釈。ベンチでは横浜高校の同期でもあるチームメイトの後藤武敏と抱き合った。この試合で4打数3安打3打点を記録し、自らの引退に華を添えた。試合後に開かれた引退セレモニーでは、ファンへの挨拶の後に、ナインから胴上げされている。試合後、アメリカにいる松坂大輔は「小池、お前はそういう奴だよ。ホームラン2発って…。」と ツイッター を通じて高校時代の同級生、小池にメッセージを送った。

### 現役引退後
2013年10月10日にDeNAのコーチに就任することが球団から発表された。
2014年は一軍打撃コーチに就任する。当初は一塁ベースコーチ兼任となっていたが、シーズン途中から蓬萊昭彦一軍外野守備走塁コーチに譲り、一軍打撃コーチ専任となった。
2015年は二軍外野守備走塁コーチ、2016年から2017年までは二軍打撃コーチ、2018年から2020年は二軍外野守備走塁コーチ、2021年から2023年は一軍外野守備走塁コーチを務めた。
2024年は一軍外野守備コーチに配置転換され、走塁コーチの肩書は石井琢朗のみがもつこととなった。26年ぶりに日本シリーズ制覇した翌日の11月4日に同シーズン限りでDeNA退団を発表した。なお、退団発表後かつ後述の中日コーチ就任発表後に開催された日本一優勝パレードには参加した。
2025年からは中日ドラゴンズの打撃部門担当コーチを務めることが2024年11月5日に発表され、14年ぶりに中日復帰することになった。役職は二軍打撃統括コーチで、背番号は75。

## 選手としての特徴・人物
勝負強い打撃が持ち味。2005年は20本塁打を打ちパンチ力を発揮した一方で、リーグ最多となる37犠打を記録するなど小技も光った。2005年に監督の牛島和彦がバントのしっかりできる選手を求めていたところ、小池が自らアピールしてレギュラーの座を掴み、そこからチーム打撃に徹するプレースタイルを確立させた。
プロ入り後は、横浜高校時代の同級生である松坂大輔との対戦を熱望しており、2006年の交流戦にて1試合のみ対戦が実現している。結果は意識し過ぎてしまい無安打に終わっている。
現役時代の愛称「ゴジ」はゴジラこと松井秀喜に似ていることからチームメイトに付けられたもの。
小池の長男も野球をしており、自身と同じ中本牧シニアを経て、東海大菅生高校で甲子園出場、現在は亜細亜大学にてプレーを続けている。また、2021年春の第93回選抜高等学校野球大会、同年夏の第103回全国高等学校野球選手権大会に出場している。
森本稀哲は上原浩治の公式YouTubeチャンネルにて、松坂世代ベストナインの右翼手として小池の名前を挙げている。

## 詳細情報

### 年度別打撃成績
| 年 度      | 球 団      | 試 合 | 打 席 | 打 数 | 得 点 | 安 打 | 二 塁 打 | 三 塁 打 | 本 塁 打 | 塁 打 | 打 点 | 盗 塁 | 盗 塁 死 | 犠 打 | 犠 飛 | 四 球 | 敬 遠 | 死 球 | 三 振 | 併 殺 打 | 打 率 | 出 塁 率 | 長 打 率 | O P S |
| ---------- | ---------- | ----- | ----- | ----- | ----- | ----- | -------- | -------- | -------- | ----- | ----- | ----- | -------- | ----- | ----- | ----- | ----- | ----- | ----- | -------- | ----- | -------- | -------- | ----- |
| 2001       | 横浜       | 19    | 28    | 24    | 3     | 7     | 1        | 0        | 0        | 8     | 0     | 0     | 0        | 1     | 0     | 3     | 0     | 0     | 6     | 0        | .292  | .370     | .333     | .704  |
| 2002       | 横浜       | 60    | 114   | 109   | 11    | 28    | 4        | 0        | 2        | 38    | 11    | 1     | 1        | 2     | 1     | 2     | 1     | 0     | 31    | 0        | .257  | .268     | .349     | .616  |
| 2003       | 横浜       | 9     | 10    | 10    | 0     | 3     | 1        | 0        | 0        | 4     | 0     | 0     | 0        | 0     | 0     | 0     | 0     | 0     | 0     | 0        | .300  | .300     | .400     | .700  |
| 2004       | 横浜       | 9     | 16    | 14    | 4     | 5     | 2        | 0        | 2        | 13    | 4     | 0     | 0        | 0     | 0     | 2     | 0     | 0     | 5     | 1        | .357  | .438     | .929     | 1.366 |
| 2005       | 横浜       | 129   | 492   | 404   | 66    | 98    | 16       | 0        | 20       | 174   | 53    | 0     | 1        | 37    | 5     | 42    | 0     | 4     | 95    | 9        | .243  | .316     | .431     | .747  |
| 2006       | 横浜       | 112   | 417   | 352   | 45    | 94    | 23       | 2        | 7        | 142   | 33    | 3     | 2        | 39    | 3     | 15    | 0     | 8     | 79    | 4        | .267  | .310     | .403     | .713  |
| 2007       | 横浜       | 83    | 126   | 112   | 14    | 26    | 7        | 0        | 2        | 39    | 7     | 0     | 2        | 5     | 0     | 9     | 0     | 0     | 16    | 2        | .232  | .289     | .348     | .637  |
| 2008       | 中日       | 59    | 161   | 141   | 15    | 32    | 8        | 0        | 4        | 52    | 15    | 1     | 1        | 6     | 1     | 10    | 0     | 3     | 34    | 4        | .227  | .290     | .369     | .659  |
| 2009       | 中日       | 101   | 201   | 174   | 20    | 40    | 6        | 0        | 7        | 67    | 18    | 1     | 1        | 11    | 0     | 13    | 0     | 3     | 42    | 4        | .230  | .295     | .385     | .680  |
| 2010       | 中日       | 54    | 99    | 84    | 3     | 17    | 2        | 1        | 1        | 24    | 5     | 0     | 1        | 6     | 0     | 5     | 2     | 4     | 20    | 2        | .202  | .280     | .286     | .565  |
| 2011       | 中日       | 73    | 150   | 127   | 12    | 34    | 8        | 1        | 5        | 59    | 21    | 0     | 0        | 8     | 0     | 12    | 2     | 3     | 32    | 6        | .268  | .345     | .465     | .810  |
| 2012       | DeNA       | 88    | 155   | 130   | 20    | 25    | 4        | 0        | 3        | 38    | 19    | 0     | 0        | 6     | 1     | 10    | 0     | 8     | 31    | 5        | .192  | .289     | .292     | .581  |
| 2013       | DeNA       | 14    | 30    | 27    | 3     | 6     | 0        | 0        | 2        | 12    | 3     | 0     | 0        | 3     | 0     | 0     | 0     | 0     | 6     | 0        | .222  | .222     | .444     | .667  |
| 通算：13年 | 通算：13年 | 810   | 1999  | 1708  | 216   | 415   | 82       | 4        | 55       | 670   | 189   | 6     | 9        | 124   | 11    | 123   | 5     | 33    | 397   | 37       | .243  | .305     | .392     | .697  |

- 各年度の太字はリーグ最高
- 横浜（横浜ベイスターズ）は、2012年にDeNA（横浜DeNAベイスターズ）に球団名を変更

### 記録
初記録
- 初出場：2001年4月20日、対読売ジャイアンツ4回戦（横浜スタジアム）、9回裏に木塚敦志の代打で出場
- 初打席・初安打：同上、9回裏に岡島秀樹から二塁内野安打
- 初先発出場：2001年9月25日、対阪神タイガース25回戦（横浜スタジアム）、7番・左翼手で先発出場
- 初本塁打・初打点：2002年5月23日、対広島東洋カープ8回戦（横浜スタジアム）、8回裏に木塚敦志の代打で出場、リゴ・ベルトランから左越ソロ
- 初盗塁：2002年9月15日、対ヤクルトスワローズ25回戦（横浜スタジアム）、6回裏に二盗（投手：藤井秀悟、捕手：古田敦也）

その他の記録
- 横浜球団通算6000本塁打：2005年6月1日、対東北楽天ゴールデンイーグルス4回戦（横浜スタジアム）、1回裏に山村宏樹から左越同点ソロ

### 背番号
- 56（1999年 - 2004年）
- 44（2005年 - 2008年6月16日、2009年 - 2011年）
- 30（2008年6月17日 - 同年終了）
- 8（2012年 - 2013年）
- 71（2014年 - 2024年）
- 75（2025年 - ）